# Alena Chvaïbovitch
Alena Piatrowna Chvaïbovitch (en biélorusse : Алена Пятроўна Швайбовіч ; en russe : Елена Петровна Швайбович /  Yelena Petrovna Chvaïbovitch), née le 3 février 1966 à Minsk, en RSS de Biélorussie, est une joueuse soviétique et biélorusse de basket-ball. Elle évoluait au poste d'arrière.

## Palmarès
- Championne olympique 1992
- Championne d'Europe 1989